# Klaus Girnus
Klaus Girnus (* 4. Dezember 1963 in Xanten) ist ein deutscher bildender Künstler. Er ist verheiratet, Vater von drei Kindern und lebt und arbeitet in Xanten.

## Leben
Klaus Girnus besuchte bis 1980 die Xantener Walter Bader Realschule und absolvierte im Anschluss daran eine Lehre als Maler. Er studierte von 1990 bis 1995 Freie Kunst an der Kunstakademie Düsseldorf und wurde Meisterschüler von Professor Michael Buthe. 1980 war Klaus Girnus Sänger im „Fleisch Freude International Club“, seit 1983 in der „neuro-beat“ Gruppe „Mystik Brust“. Zudem spielte er eine Langspielplatte mit Kommissar Hjuler und Mama Baer ein. Seit 1993 ist Klaus Girnus Grabungszeichner bei den Ausgrabungen in der „Colonia Ulpia Traiana“. 

## Werk
Als Maler ist Girnus der Erfinder und Interpret der „Psychepumpe“.  Psychepumpe ist ein allegorischer Begriff für eine abstrakte Idee. Er setzt sich zusammen aus Psyche; Seele, innere Lebenskraft, griechische Sagengestalt, Geliebte des Eros und Pumpe; Vorrichtung zum Heben und Fördern von Flüssigkeit; Herz; Blut; Lunge; Luft. Pumpen kann auch was borgen oder ausleihen bedeuten. Auch das „Pumpenpneuma“, ist belangreich, gleich einem „Psychopompos“ (Seelengeleiter; Titel des Botengottes Hermes).
Er betätigt sich nicht nur als Maler, sondern auch als Dichter, Sänger und Bildhauer. Er sagt von sich in einem seiner Texte, dem „Manifest als Minifest der Imperialapparatur...“ er sei ein „Rationaler Irrationalist“.

„... Ars aeterna, was zur Kunst wird, ist ewig, seinem Wesen nach, und so mag es mit dem Werk von Klaus Girnus bestellt sein. Sein Studium hat ihn sensibel gemacht für die Ambivalenz dieses Themas, aber auch für seine Opulenz. Das vermeintlich Sündhafte, das Abseitige - letztlich hat er sich zu ihm bekennen müssen - ist schwelgerisch. Das Licht aber über allem Licht durchstrahlt Alles, auch die dunklen Schleier. Und wir werden, in der rechten Vermischung von Lust und Grausen, Grausen und Lust, fasziniert sein von dem, was, jenseits unseres simplen Begreifens, mächtig ist, weil es das Leben bezeugt über seine allzu diesseitigen Grenzen hinaus.“

## Ausstellungen (Auswahl)
- 1980 „Plantage zu den Berggeistern, also sprach Zarathustra oder aber der Dämonenkiller“, geheime Ausstellung auf dem Fürstenberg bei Xanten.
- 1995 „Memorabilia, Bilder, Skulpturen und Objekte“, Regionalmuseum Xanten, Kunstverein Xanten.
- Seit 1999 „Idee und Leidenschaft - IDEA QUARTIER“, ständige Ausstellung Siegfriedstr. l6 in Xanten.
- 2002 „psyche pompen“, Kunsthalle Hangelar.
- 2002 „... du kannst nicht bluten im Himmel“, Museum Schloss Moyland.
- 2003 „4x4“, Cubus Kunsthalle Duisburg.
- 2003 „Es wird angenehm seyn an die Oberfläche zu steigen, wir werden die Sterne sehen“, „KUHnst“ Turm Geldern, Kunstverein Gelderland.
- 2006 „Imperialapparatur“, 1. Vienna Biennale, Kunsthalle Meidling, Wien.
- 2007 „Die Bilder werden unruhig!“, Nikolaus-Stift, Wesel.
- 2008 „Schöpfungshöhe“, Wilhelm Anton Hospital, Goch.
- 2009 „Kalendergraphik artconnection 1993-2009“, Museum Goch, Goch.